# Germans Niland
Els germans Niland van ser quatre germans estatunidencs d'ascendència irlandesa, nascuts a la ciutat de Tonawanda, que van servir a l'exèrcit durant la Segona Guerra Mundial. Dos d'ells van sobreviure a la guerra, però durant un temps es va pensar que només un, Frederick "Fritz" Niland, havia sobreviscut. Després de fer-se oficial la mort dels seus tres germans, Frtiz va ser enviat als Estats Units i, un any més tard, es va saber que el seu germà, Edward, desaparegut i considerat mort, era en realitat un presoner de guerra dels japonesos s Birmània. La pel·lícula de 1998 de Steven Spielberg Saving Private Ryan està, més o menys, basada en la història d'aquests germans.

## Els germans
- Sergent Frederick "Fritz" Niland (23 d'abril de 1920 – 1 de desembre de 1983),[2] Companyia H, 501r Regiment d'Infanteria Paracaigudista, 101a Divisió Aerotransportada. Fritz era molt amic de Warren Muck i Donald Malarkey, de la Companyia E (coneguts internacionalment per la sèrie de televisió Band of Brothers). Fritz va lluitar durant els primers dies de la campanya de Normandia. Uns dies després del dia D, Fritz va anar a visitar la 82a Divisió Aerotransportada per veure al seu germà. Un cop arribat a la divisió, va ser informat que Bob havia mort el mateix dia D. Fritz va ser enviat a Anglaterra i, finalment, als Estats Units, on va servir com a policia militar a Nova York fins al final de la guerra. Fritz va rebre una Estrella de Bronze pel seu servei.[2] Aquesta història s'explica al llibre de Stephen Ambrose Band of Brothers, així com en divers material biogràfic sobre Sampson.[cal citació] Fritz va morir el 1983 a San Francisco a l'edat de 63 anys.[2] El soldat Ryan a Saving Private Ryan està moderadament basat en Fritz Niland.[1]
- Sergent tècnic Robert "Bob" Niland (1919–6 de juny de 1944),[2] 25, Companyia D, 505è Regiment d'Infanteria Paracaigudista, 82a Divisió Aerotransportada. Mort en combat el 6 de juny de 1944 a Normandia. Va presentar-se voluntari per quedar-se enrere amb dos homes més per fer front a l'avenç alemany mentre els seus compaonys es retiraven cap a Neuville-au-Plain. Va morir mentre utilitzava la seva metralladora; els altres dos homes van sobreviure.
- Tinent segon Preston Niland (1915–7 de juny de 1944),[2] 29, 22è Regiment d'Infanteria, 4a Divisió d'Infanteria. Va morir en combat el 7 de juny de 1944 a Normandia, prop de la Platja Utah.
- Sergent tècnic Edward Niland (22 de desembre de 1912 – febrer de 1984),[2] Forces Aèries dels Estats Units. Presoner dels japonesos en un campament a Birmània, capturat el 16 de maig de 1944; alliberat el 4 de maig de 1945.[2][3] Edward es va haver de llançar amb paracaigudes des del seu B-25 Mitchell[4] i va amagar-se a la jungla fins que va ser capturat. Va ser presoner durant un any fins que dou alliberat el maig de 1945. Edward va viure a Tonawanda fins a la seva mort, el 1984, a l'edat de 71 anys.[2] In "D-Day June 6, 1944", Ambrose incorrectly states that Edward died in Burma.

## Memorials

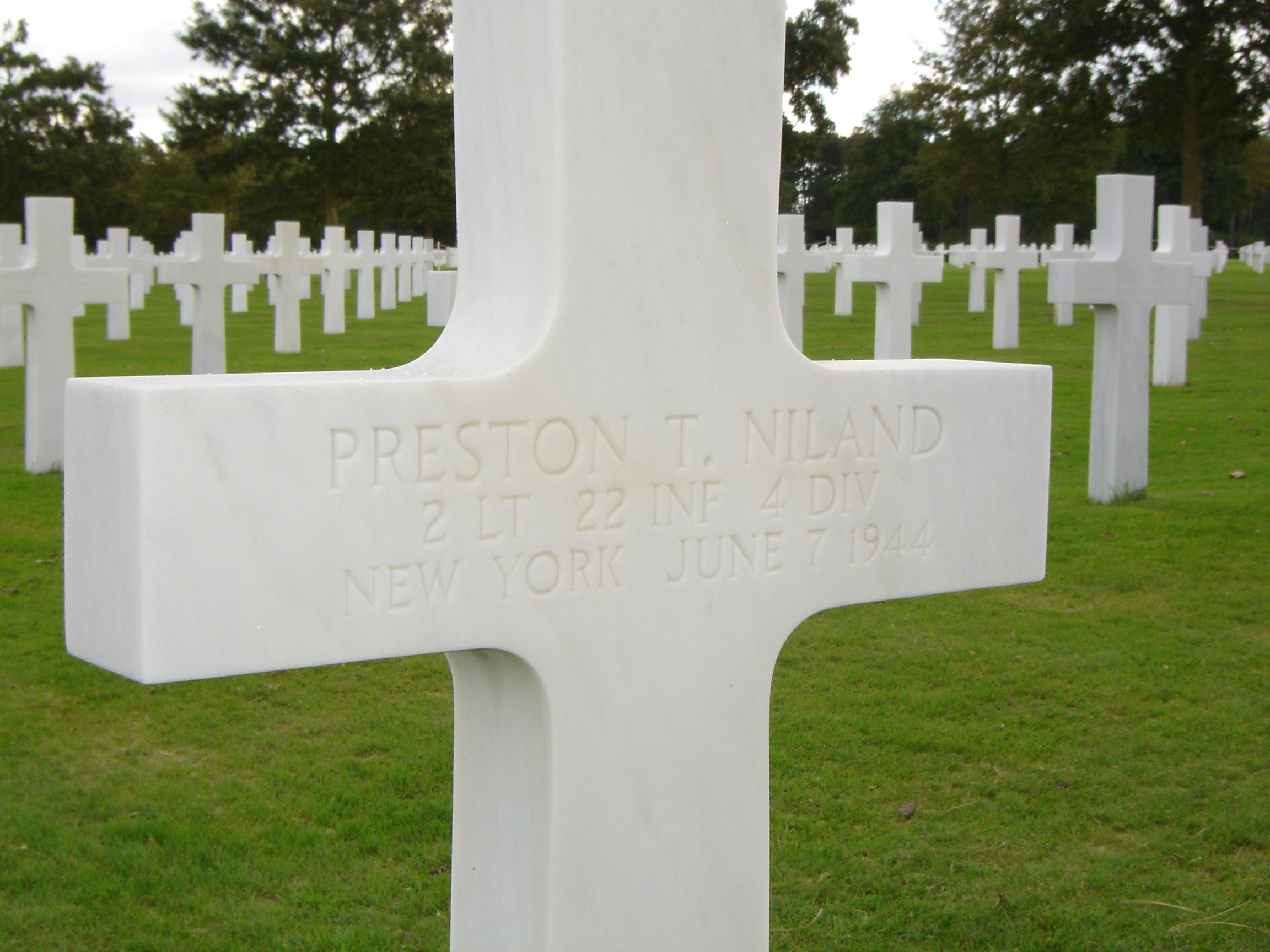
Tomba de Preston T. Niland al Cementiri americà prop de Colleville-sur-Mer, Normandia, França.
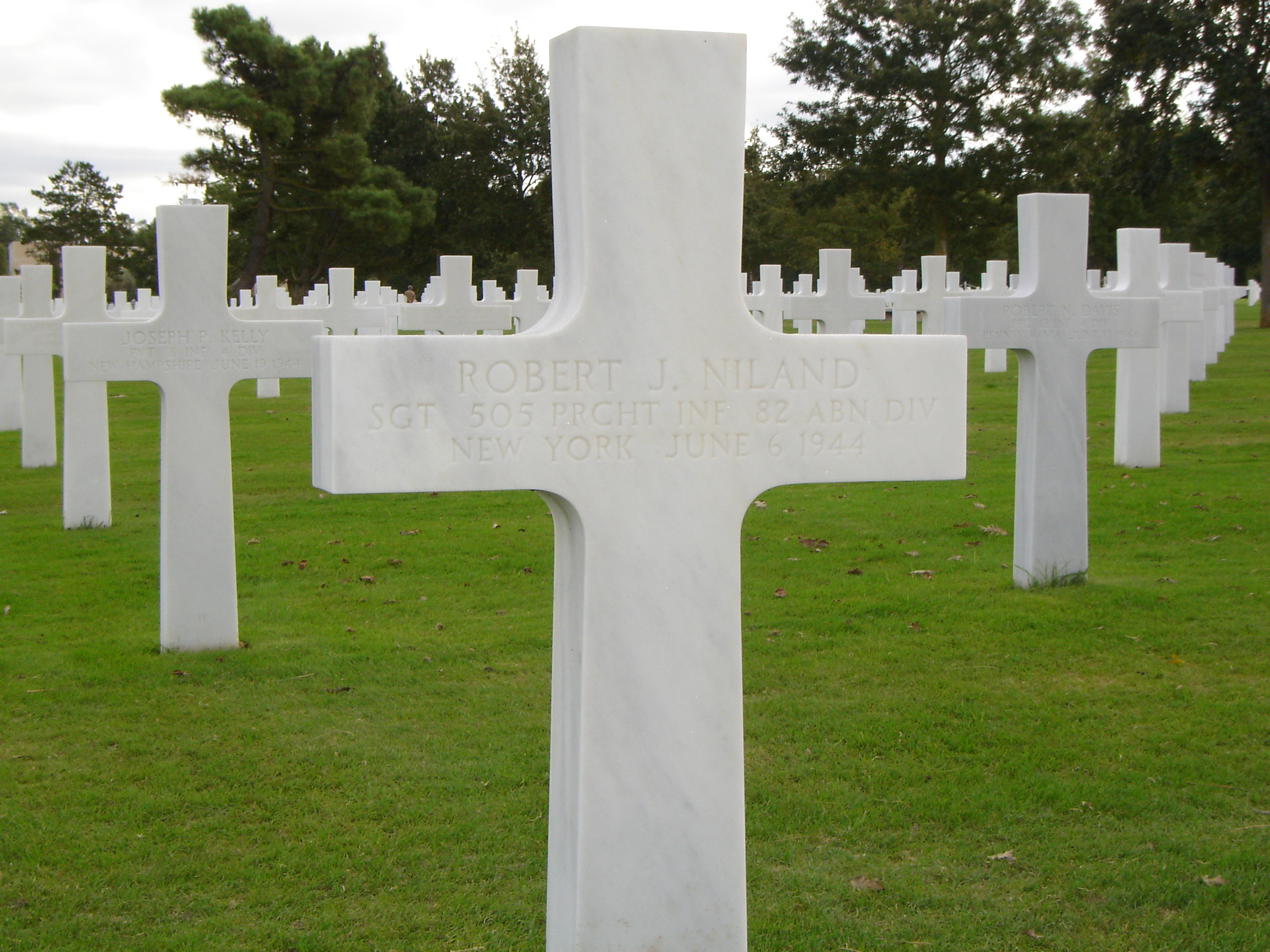
Robert J. Niland es troba al costat del seu germà Preston, al Cementiri americà.